# Laodamia (hija de Acasto)

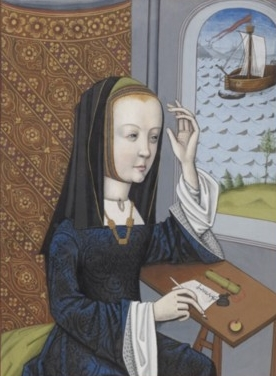
Miniatura para la traducción de Octavien de Saint-Gelais (1496 - 1498) de las Heroidas de Ovidio: Laodamía escribiendo una carta a su marido.

Laodamía es un personaje de la mitología griega. Era hija de Acasto y de Astidamía, reina de Yolco.
Hay que evitar confundir a esta Laodamía con la hija de Belerofonte del mismo nombre, y con otras muchas Laodamías menos conocidas. 
Laodamía, la hija de Acasto y de Astidamía, fue esposa de Protesilao, príncipe de Tesalia. 
Protesilao acudió a la guerra de Troya, y fue el primero en morir en ella. 
Los dioses permitieron a Protesilao salir del Hades y regresar al mundo de los vivos, pero solo durante tres horas. Transcurridas éstas y ante la enorme pena que la embargaba, Laodamía se suicidó apuñalándose. 
En otra versión del mito, divulgada en las Fabulae de Higino, Laodamía mandó hacer una estatua en bronce de Protesilao. Cuando su padre Acasto la encontró besando y abrazando a la estatua, mandó que la destruyeran. Laodamía se arrojó a una pira por desesperación o para encontrarse con su marido ya en el mundo de los muertos.
Este mito dio lugar a una tragedia del polaco Stanisław Wyspianski.